# Desa Ciburuy (administrativ by i Indonesien, Jawa Barat, lat -6,83, long 107,47)
Desa Ciburuy är en administrativ by i Indonesien.   Den ligger i provinsen Jawa Barat, i den västra delen av landet, 100 km sydost om huvudstaden Jakarta. Desa Ciburuy ligger vid sjön Situ Ciburuy.